# Aghaboe
Aghaboe (en gaèlic irlandès Achadh Bhó que vol dir "el camp del bou") és una vila d'Irlanda, al comtat de Laois, a la província de Leinster. Està situada a la carretera regional R434 al hinterland rural a l'oest de la ciutat d'Abbeyleix.
Conté les restes de l'Abadia d'Aghaboe, que va ser fundada pel Cainnech d'Aghaboe al segle vi, i, al seu costat, l'església de St Canice de l'Església d'Irlanda.